# SV2A
SV2A‏ (Synaptic vesicle glycoprotein 2A) هوَ بروتين يُشَفر بواسطة جين SV2A في الإنسان.